# In Private
In Private är en låt framförd av den brittiska popsångerskan Dusty Springfield och utgiven som den andra singeln från albumet Reputation den 27 november 1989. Låten skrevs av Chris Lowe och Neil Tennant från Pet Shop Boys, som nyligen hade hjälpt Springfield tillbaka till rampljuset genom låten What Have I Done to Deserve This?.
Covers har spelats in av bland andra Neil Tennant & Elton John, Nouveau Riche och Sahara Hotnights.

## Listplaceringar

### Dusty Springfield
| Lista (1989-1990)                   | Högsta position |
| ----------------------------------- | --------------- |
| Frankrike (SNEP)                    | 36              |
| Irland (Irish Singles Chart)        | 13              |
| Nederländerna (Dutch Top 40)        | 9               |
| Storbritannien (UK Singles Chart)   | 14              |
| Sverige (Sverigetopplistan)         | 7               |
| Västtyskland (Media Control Charts) | 4               |

### Sahara Hotnights
| Lista (2008-2009)           | Högsta position |
| --------------------------- | --------------- |
| Sverige (Sverigetopplistan) | 7               |